# Yernes y Tameza
Yernes y Tameza är en kommun i Spanien. Den ligger i den autonoma regionen Asturien i norra delen av landet, 400 km nordväst om huvudstaden Madrid. Antalet invånare är 136 (2024).  Arean är 31,63 kvadratkilometer. Yernes y Tameza gränsar till Grado, Proaza och Teverga. 